# Jim Nicholson (amerykański polityk)
Jim Nicholson, właśc. Robert James Nicholson (ur. 4 lutego 1938 w Struble) – amerykański prawnik, biznesmen, polityk i dyplomata związany z Partią Republikańską. W latach 2005–2007 pełnił funkcję sekretarza spraw weteranów. Przedtem był m.in. ambasadorem Stanów Zjednoczonych przy Stolicy Apostolskiej oraz przewodniczącym Krajowego Komitetu Partii Republikańskiej (czyli szefem partii).

## Życiorys
Urodził się na farmie w malutkiej miejscowości (ob. zaledwie 85 mieszkańców) Struble w stanie Iowa. Tu też się wychował. Jego rodzina była bardzo uboga. Sam potem wspominał te lata, mówiąc, iż „wychowywał się w bardzo biednych warunkach, w zaniedbanym domu, czasami bez jedzenia”.
Ukończył studia na Columbia University oraz prawo na University of Denver w 1972. Zajmował się długi czas karierą biznesmena, dorabiając się sporego majątku. Jest czołowym agentem ubezpieczeniowym w szybko rozwijającym się Parker, przedmieściu Denver. Mieszka w stanie Kolorado.

### Kariera wojskowa
Dla ludzi z wielu ubogich rodzin droga do polepszenia swojej sytuacji społecznej wiodła przez służbę w wojsku. Nicholson ukończył West Point w 1961. Spędził osiem lat w aktywnej służbie w United States Army. Był rangerem i brał udział w walkach w wojnie wietnamskiej. Odznaczono go m.in. Brązową Gwiazdą, dwukrotnie Medalem Lotniczym, Medalem za Chwalebną Służbę oraz odznaczeniami Wietnamu Południowego.
Co ciekawe, każdy sekretarz spraw weteranów sam nim jest, choć nie jest to żaden wymóg formalny ani kryterium przy doborze na to stanowisko.
W 1991, będąc od dawna w rezerwie, odszedł z wojska w randze pułkownika.

### Kariera polityczna
Nicholson należy do tej kategorii znaczących polityków amerykańskich, którzy nigdy nie zajmowali żadnego stanowiska pochodzącego z wyboru. Wiele wpływowych urzędów w rządzie federalnym pochodzi z nominacji prezydenckiej, jak właśnie członkowie gabinetu. Klasycznym przykładem może być były dwukrotny szef Sztabu Białego Domu, sekretarz skarbu i stanu James Baker, który piastował tak wpływowe stanowiska, nie będąc nigdy na żaden wybierany. Innymi osobami w tej grupie są wysocy rangą funkcjonariusze partyjni.
Przynależących do tej grupy takie określa się często jako political appointee.
Jima Nicholsona można w pełni zaliczyć do tego grona. Nie tylko sprawuje ważne urzędy z nominacji, ale i był również ważną osobistością w aparacie partii republikańskiej. Jest więc wpływowym politykiem, choć nigdy nie stawał w wyborcze szranki.

#### W kierownictwie partii
W styczniu ? r. Nicholson, długoletni aktywista Partii Republikańskiej, został wybrany członkiem Krajowego Komitetu Partii z Kolorado. W 1993 został jego wiceprzewodniczącym.
Przełomem w jego karierze w partyjnym aparacie był niespodziewany wybór na przewodniczącego Krajowego Komitetu w styczniu 1997. Zajmował to stanowisko w czasie wyborów prezydenckich w 2000 roku.
Przewodniczący Krajowego Komitetu jednej z dwóch partii odgrywa istotną rolę w życiu politycznym, albowiem kieruje jej aparatem, także w terenie. Ma to ogromne znaczenie m.in. w czasie wyborów, kiedy trzeba mobilizować wyborców lub wywierać tą drogą naciski na władze.

#### Ambasador
Po dojściu do władzy prezydenta George’a W. Busha Nicholson został mianowany ambasadorem przy Stolicy Apostolskiej. Zajmował to stanowisko w dość trudnym okresie wojny w Iraku, której Stolica Apostolska zdecydowanie się sprzeciwiała. Ocenia się jednak, że osobiście miał tam dobre stosunki.
Nicholson był ambasadorem do końca pierwszej kadencji Busha.

#### Sekretarz spraw weteranów
Często stanowisko sekretarza spraw weteranów uważa się, jak niegdyś poczmistrza generalnego (kiedy miał on rangę członka gabinetu), za synekurę, którą obsadza się zasłużonych dla prezydenta i partii ludzi, m.in. dawnych członków aparatu. Aczkolwiek to drugi departament pod względem liczebności personelu.
Obecnie jednak, wobec wojny w Iraku i dużej liczby powracających z niego żołnierzy, z których wielu potrzebuje pomocy, rola departamentu wyraźnie wzrosła, a więc i jego kierownika. Jeżeli dodać dalej wysoką pozycję Nicholsona w aparacie, jego znaczenie było większe niż jego poprzedników.
Objął to stanowisko w styczniu 2005 roku, po rezygnacji swego poprzednika i na początku drugiej kadencji Busha.
Jako sekretarz spraw weteranów, jeden z kierowników departamentów rządowych i członek gabinetu, Nicholson był przedostatnią osobą w linii sukcesji prezydenckiej (z racji późnego utworzenia jego resortu, bo w 1989).

### Życie prywatne
Żonaty z artystką Suzanne Marie Ferrell (pochodzącą z Highland Falls w Nowym Jorku). Mają troje dzieci.